# آنزلم کیفر
آنزلم کیفر (به آلمانی: Anselm Kiefer) نقاش و مجسمه‌ساز آلمانی در ۸ مارس سال ۱۹۴۵ متولد شد. در طول سال‌های دههٔ ۱۹۷۰ نزد یوزف بویز آموزش دید. او از هنرمندان آلمانیِ پس از جنگ جهانی دوم است که در مسیر هنر معاصر بین‌المللی کار می‌کند و استاد مسلم نقاشی یادبود است. خاطره (به‌طور مثال بازگشت صریح به شواه یا هولوکاست) موضوع اصلی آثار اوست و در این زمینه همچنین از اشعار پل سلان بهره جسته، و در کنار متأثر شدن از مفاهیم تئوری کابالا به بررسی تاریخ و هویت آلمانی می‌پردازد. آثار غول‌آسای او شامل مواد و متریال‌های گوناگونی چون کاه، سفال، سرب، لاک‌الکل، خاکستر، گل‌ها و گیاهان است. وی از عناصری که خاصیت چندمعنایی دارند در به تصویر کشیدن موضوعاتی که در نظر دارد استفاده می‌کند. همچنین عکس و عکاسی به عنوان ابزاری پایه در آثارش حضوری قابل توجه دارد.
کیفر هنرمندی است که در زمرهٔ هنرمندان نئو-اکسپرسیونیسم جای دارد و آثار او چون قطعات بزرگ رمزگذاری‌شده‌ای هستند که بیننده را وامی‌دارند تا در مسیر رمزگشایی آن‌ها از میان دغدغه‌های خود او عبور کرده و به تأمل دربارهٔ آن‌ها بپردازد.

## زندگی‌نامه
وی در سال ۱۹۴۵ پنج ماه پیش از سقوط رژیم نازی در خانواده‌ای کاتولیک به دنیا آمد. پدرش معلم طراحی بود. کیفر در سال ۱۹۶۵ تصمیم به تحصیل در رشته حقوق گرفت اما به دلیل علاقه به نقاشی در سال ۱۹۶۶ از حقوق دست کشید و دانشگاه فرایبورگ را به منظور تحصیل در آکادمی هنر در فرایبورگ، کارلسروهه و دوسلدورف ترک کرد. او پروژه فارغ‌التحصیلی اش را در سال ۱۹۶۹ در آکادمی کارلزروهه ارائه کرد که با مخالفت‌های شدید و رسوایی بزرگی مواجه شد. همه استادان بجز راینر کوشن مایستر که از بازماندگان اردوگاه‌های مرگ بود، پروژه او را ردکردند. پروژه او مجموعه عکسهایی با عنوان به ژنه بود که خود کیفر را در نقش‌های مختلف نشان می‌داد، او در نقش یک نظامی با سلام هیتلر در تمامی حالتها از خود عکس گرفته بود.
کیفر در سال ۱۹۸۴ از آلمان به فرانسه رفت و در سال ۱۹۹۳ در شهر بارژاک واقع در چند کیلومتری نیمس در جنوب فرانسه مستقر شد و تاکنون در همان‌جا زندگی و کار می‌کند. استودیو و ملک‌های اطرافش بیش از ۳۵ هکتار هستند. مجموعه‌ای پیچیده از راهروها، دالانها، ساختمان‌های قدیمی صنعتی و محیط‌های خصوصی مجزا که برای او مکانی برای الهام و تعمق و مرکزی برای طی روند رشد و بلوغی است که در بیشتر کارهای اخیرش شکل گرفته؛ آثار او در بارژاک دستخوش تغییرات زیادی شد.

## موضوعات و آثار
وی به عنوان یک هنرمند، بیشتر زمان خود را به‌طور مستقیم یا غیر مستقیم صرف مواجهه با موضوع هویت ملی نموده‌است و بر روی سمبل‌های سنتی آلمان و قهرمانان تاریخی اش (شمائل‌شناسی یک کشور به‌طور مداوم به منظور کشف هویت آن) تمرکز کرده‌است. کیفر یک هنرمند بعداز جنگ آلمانی است و با وجود اینکه جزو هنرمندانی است که هیچ تجربه شخصی از رژیم نازی ندارد، با توجه به اینکه استاد مسلم نقاشی یادبود است، به بررسی آثار و بناهای یادبود نازی‌ها پرداخته‌است. وی تجربه مستقیمی از جنگ جهانی دوم نداشت، اما در میان خرابی‌های کشوری بزرگ شد که به آرامی در حال بازسازی اخلاقی، فیزیکی و روانی خود بود.
مجموعه سی ساله آثار کیفر در نخستین نگاه اسرارآمیز و ناگشودنی‌اند. پیش از هر تحلیل و تأویلی، حسی نیرومند در ارتباط با نشانه‌های مرموز و کاربرد کیمیاگرانه مواد در بیننده برمی‌انگیزد و احساس افسردگی و دلتنگی برای چیزی از دست رفته را تداعی می‌کند. سی سال است کیفر چرخه‌ای از مضامین و نشانه‌ها را دور می‌زند و گاهی یک نشانه کوچک در اثری، موضوع و درونمایه یک دوره کاری او می‌شود.
وی با پرداختن دوباره به اساطیرِ پیدایش کشورش، فرم و داستان سرایی را برای ابداعِ نوع جدیدی از نقاشی تاریخی درهم می‌آمیزد. ظاهراً علت استفاده کیفر از اینگونه مواد، علاقه و شیفتگی اش به تناقض است. سطوح کبره بسته، ترک خورده، خشن و پوشیده از رنگدانه‌های زنگ زده، دال بر آسیب‌پذیری و شکنندگی زندگی زودگذر ماست.
نقاشی، پیکره سازی، طراحی و چاپ برای قرن‌ها در تاریخ هنر به صورت مجزا حفظ شده بودند. به عنوان نقاش و پیکره ساز، آثار کیفر تحت عنوان نقاشی بیان شده‌اند ولی بیشتر شبیه تصاویر سه بعدی هستند. آثار کیفر نقطه مقابل تفکر قرون وسطایی در مورد سه بعد نمایی است. در یک مفهوم، نقاشی‌های مجسمه وارِ کیفر، همان کارکرد نقوش برجسته را دارند. سطوح رنگ شده با فضای سه بعدی و عناصر، اقدام به جلب توجه بیننده می‌کنند. در این تصاویر سه بعدی ابزاری چون صندلی‌ها، دسته‌های چوب، شاخه‌ها و رشته‌ها، گیاهان و شاخه‌های درختان استفاده شده‌است. در آثار وی قدرت احساسی کاملاً مشهود است و از بیننده دعوت می‌کند تا در جایی که نقاشی با موضوع اصلی بهم پیوسته و یکی می‌شوند، یک فضای خلاق و پویا بسازد جایی که انسان و جهان دائماً در حال شکاف و هم جوشی‌اند. آثار او با سمبولیسم و قدرت ذاتی تعدادی از حوادث تاریخی و قهرمانانه، تغذیه می‌شوند و فراخوانی برای قشر جوان امروزی و یادبودی برای هر بیننده‌اند. کارهای کیفر ما را وامی‌دارد تا در مورد حس تعلق خود از خود سؤال کنیم و این نشان دهنده ارتباط ذاتی هنرمند با فرهنگ اوست. شناخت ارتباط، بین تاریخِ قومی و ملیِ هر شخص، نشان دهنده اهمیت تاریخ، در هنرش می‌باشد که این موضوع در آثار کیفر نیز به خوبی نمایان است. منابع الهام کیفر در آثارش، تاریخ مدرن آلمان هرمان قهرمان بیشه تویتوبورگ، آلاریک پادشاه ویزی گوت‌ها، راین مرکز تمدن آلمان، داستان‌های چیلواریک و افسانه‌های قرون وسطی مانند داستان پارسی فال و شمشیر جادویی اش هستند. تاریخ آلمان نه تنها سرچشمه ایده‌های ویژه و پرثمر برای آثار او بوده بلکه مانند یک حقیقت اجتناب ناپذیر نقطه آغاز هنر کیفر است. در سال‌های ۱۹۷۰ تا ۱۹۸۰، وی ضمن پرداختن به فرهنگ آلمان به‌طور همزمان به یهودیت و به‌طور خاص به کابالا و تعدادی از موضوعات کتاب عهد عتیق پرداخت. او به‌طور مداوم سنتی که خود بخشی از آن است را متهم می‌سازد. کیفر دائماً شخصیت‌های زن بزرگ تاریخ و ادبیات را در آثارش به تصویر می‌کشد؛ زنان عهد کهن؛ ملکه‌های فرانسه، زنان انقلاب فرانسه و کسانی که غرور و اندوه درونیشان را در نقاشی‌ها و کتاب‌ها و اینستالیشنها به نمایش گذاشته‌است. در آثار کیفر تصویر سازی از متن هم به دفعات دیده شده‌است. به‌طور مثال، در مونومنتای ۲۰۰۷، آثاری متأثر از شعر را ارائه کرد. اینستالیشن او، به نوعی تکریم و تقدیر از شاعر رومانیاییِ آلمانی زبانِ یهودی پل سلان بود و همچنین به اینگهبورگ باخمن شاعر بلند مرتبه‌ای که اشعاری با احساسات تند دارد، اشاره می‌کند. آثارش در این بخش او را با نسل سوزی و جستجوی مضاعف برای هویت خود و کشورش مواجه می‌سازد. جدا از تصویرسازی ساده اشعار آن‌ها آثارش افق‌های جدیدی از تفسیر و اندیشه را باز می‌کند. خاطره، موضوع اصلی کارهای اوست. مثلاً بازگشت صریح و بی پرده به شواه یا هولوکاست. او مجموعه آثاری را به نام خود شاعر یعنی پل سلان خلق کرده که مستقیماً به اشعار وی اشاره می‌کند.